# Burrhus Frederic Skinner
Burrhus Frederic Skinner (Susquehanna, Pensilvania, 20 de marzo de 1904-Cambridge, Massachusetts, 18 de agosto de 1990) fue un psicólogo, filósofo social, inventor y autor estadounidense. Condujo un trabajo pionero en psicología experimental y defendió el conductismo, que considera el comportamiento como una función de las historias ambientales de refuerzo. Escribió trabajos controvertidos en los cuales propuso el uso extendido de técnicas psicológicas de modificación de conducta, principalmente el condicionamiento operante, para mejorar la sociedad e incrementar la felicidad humana, como una forma de ingeniería social. Un estudio de la American Psychological Association (APA), publicado en 2002, lo situó como el psicólogo de mayor relevancia del siglo XX.

## Biografía
Skinner nació en la rural Susquehanna, Pensilvania, Estados Unidos, hijo de Grace y William Skinner, un abogado. Se hizo ateo después de que una maestra cristiana tratase de calmar su miedo al infierno, que su abuela le había descrito. Su hermano Edward, dos años y medio más joven, falleció a los dieciséis de una hemorragia cerebral. Formó parte del Colegio Hamilton en Nueva York con la intención de convertirse en escritor. Después de graduarse, Skinner pasó un año en Greenwich Village intentando formarse como escritor de ficción, pero pronto se desilusionó con sus habilidades literarias. Pensó que tenía poca experiencia y que le faltaba una fuerte perspectiva personal con la cual escribir. Durante este periodo, al cual más tarde llamó "el año oscuro", leyó An Outline of Philosophy, de Bertrand Russell, en el cual Russell discutía la filosofía conductista de los psicólogos, especialmente de John B. Watson.
Tras su frustrado intento como escritor, Skinner comenzó a interesarse por los comportamientos y acciones de las personas, lo que le llevó a estudiar psicología en la Universidad de Harvard (que en ese momento no era una institución a la vanguardia de la psicología), graduándose y doctorándose en 1931. Llegó a formar parte de esa institución como investigador en 1936, y más tarde, desarrolló su actividad docente en la Universidad de Minnesota y después en la de Indiana, para luego volver a Harvard como profesor en 1948, donde ejercería el resto de su vida.
En 1948, escribe el libro Walden Dos.
Skinner fue objeto de muchos galardones a lo largo de su vida. En 1968, recibió la Medalla Nacional de Ciencia por el presidente Lyndon B. Johnson. Tres años después, fue premiado con la Medalla de Oro de la Fundación Psicológica Americana, y en 1972, se le concedió el premio de Humanista del año de la American Humanist Association. Justo ocho días antes de su fallecimiento, recibió la primera mención por una vida contribuyendo a la psicología por la American Psychological Association.

## Conductismo

### La superstición de la paloma
La superstición de la paloma es un experimento ya clásico de Skinner que fue llevado a cabo en 1948. En este experimento participaron ocho palomas hambrientas, las cuales fueron introducidas en la llamada caja de Skinner. En esta, las palomas disponían de comida a intervalos regulares con independencia de la respuesta que emitieran. No obstante, en este experimento se observó que todas las palomas adoptaron un condicionamiento evidente, lo que constituyó un aspecto importante de este experimento. Por ejemplo, una de las palomas aprendió a dar vueltas en sentido contrario a las agujas del reloj alrededor de la caja, otra paloma pegaba su cabeza a una de las esquinas superiores de un modo muy característico y una tercera desarrolló la respuesta de sacudir la cabeza.
Cada paloma desarrolló por ende una respuesta propia, idiosincrática. Tanto fue así que daba la impresión de que las palomas se comportaban de ese modo tan particular debido a que creían que su conducta provocaría la aparición de la comida. Nada más lejos de la realidad. Es por este motivo por el que a esta conducta se le denominó supersticiosa.
La explicación que ofreció Skinner sobre este fenómeno apelaba al refuerzo recibido: entendió que cualquiera que fuese la respuesta que el sujeto acababa de realizar justo antes de la administración de la comida (la recompensa) resultaría reforzada al recibir la recompensa. De otro modo, de las múltiples respuestas que las palomas emitieran antes de la presentación de la comida, la que resultase, casualmente, contigua a la recompensa, sería reforzada. De ahí que cada paloma realizara su particular respuesta (idiosincrática). Es importante advertir que este procedimiento no es, en rigor, un procedimiento de condicionamiento operante. Es un procedimiento de condicionamiento clásico.
La literatura científica ofrece experimentos cuyos resultados invitan a cuestionar la conclusión que obtuvo Skinner. De una parte se ha encontrado que, en un procedimiento como el utilizado por Skinner, se generan patrones relativamente específicos de comportamiento que están en función de la proximidad al reforzador y de la especie animal utilizada en el experimento. En particular, algunos investigadores han observado que todas las palomas desarrollan respuestas idénticas, es decir, no idiosincráticas. Sin embargo, también es posible encontrar otros resultados que apoyan la explicación de Skinner al encontrar que cada paloma desarrolla su propia conducta distintiva.
Sea como fuera, la superstición es una conducta más o menos habitual en el comportamiento humano. El ritual de cambiar la suerte de uno a las cartas es habitual. Unas pocas conexiones accidentales al azar entre un ritual y consecuencias favorables son suficientes para establecer un mantenido comportamiento a pesar del hecho de que no haya reforzamiento causal. Estos comportamientos no tienen efecto real sobre la suerte de un sujeto, justo como en el caso donde la paloma era alimentada independientemente de su conducta.

### Rumores

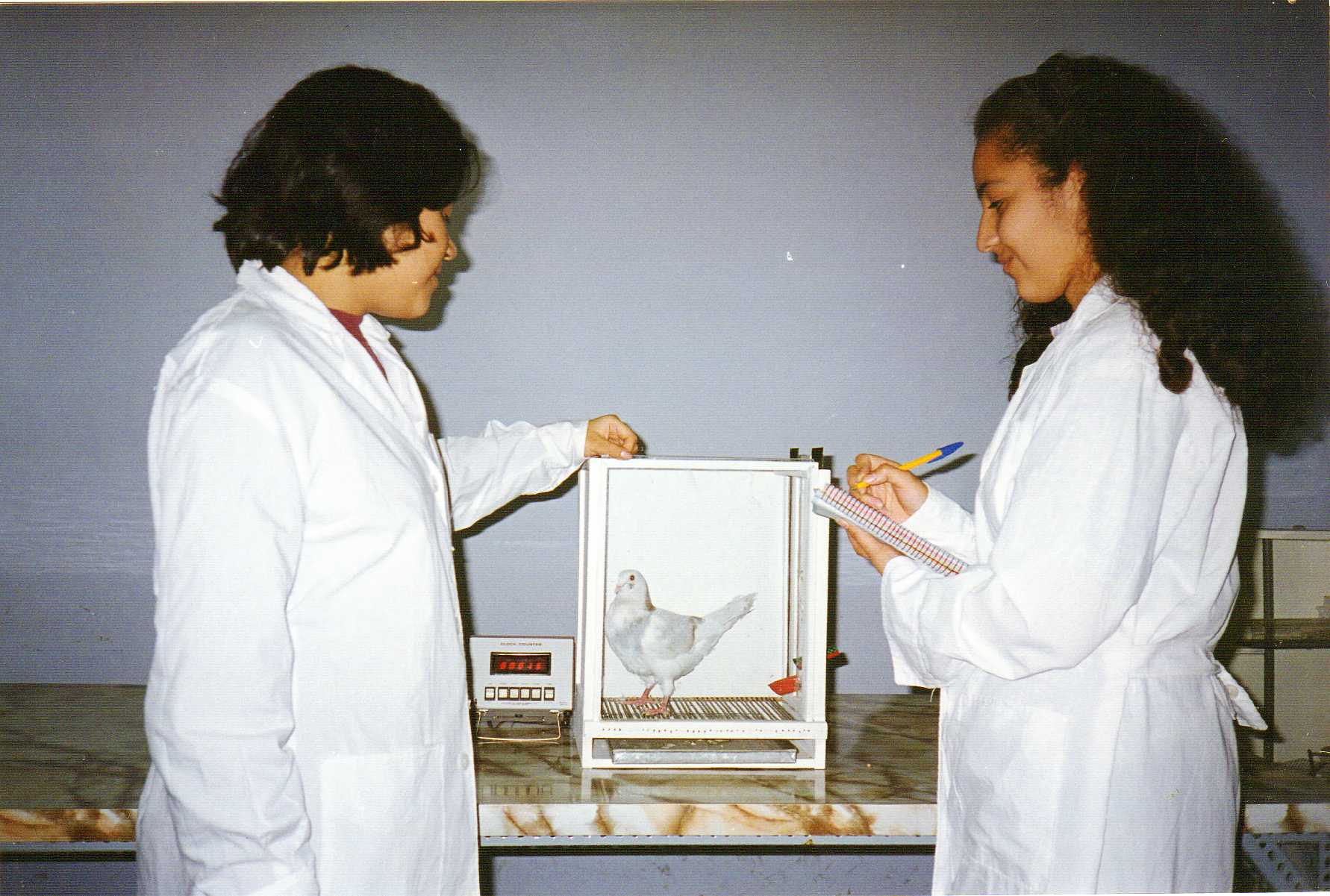
Estudiantes utilizando una «Caja de Skinner» en el antiguo Laboratorio de Psicología Experimental de la Facultad de Psicología de la UNMSM. Lima, Perú, año 1999.

Un rumor repetido muy a menudo postula que Skinner se aventuró en la experimentación humana poniendo a su hija Deborah en una caja de Skinner, lo que la llevó a enfermedad mental permanente y un resentimiento amargo hacia su padre.
Sin embargo, esto último es falso. De hecho, el «Heir Conditioner» (juego de palabras en inglés entre «condicionador de heredero» y «acondicionador para el cabello»), término utilizado para la cuna de Skinner, era calentada, enfriada, tenía aire filtrado, permitía tener mucho espacio para caminar y era muy similar a una versión en miniatura de una casa moderna. Fue diseñada para desarrollar la confianza del bebé, su comodidad, hacer que llorase menos, se enfermase menos, etc. Y, lo que es más importante, el tiempo que la niña permanecía en ella era similar al que cualquier otro niño podía pasar en una cuna normal.
En 2005, la autora y psicóloga Lauren Slater publicó un libro, Opening Skinner's Box, «Cuerdos entre locos» en la traducción española de Concha Cardeñoso para la editorial ALBA, donde mencionaba este rumor según el cual Deborah al cumplir treinta y un años denunció a su padre por malos tratos ante un tribunal de justicia, perdió el caso y se suicidó de un disparo en una bolera de Billings (Montana). «Nada de esto es cierto», prosigue Slater, y sin embargo el mito persiste. «¿Por qué? ¿Qué tiene Skinner que nos inspira tanto miedo?».
Cuando escribía Opening Skinner's Box, Slater entrevistó, primero por teléfono y luego en persona, a la hermana de Deborah, Julie Skinner Vargas. Esta habló de su padre: «Tenía muy buena mano con los niños, los adoraba... nos hacía cometas, cometas con cajas, e íbamos a volarlas a Monhegan; nos llevaba al circo todos los años, y Hunter, el perro, era un sabueso y papá lo enseñaba a jugar al escondite...» Preguntada sobre su hermana Deborah, contesta: «Es artista, vive en Inglaterra, está felizmente casada. Ha enseñado a su gato a tocar el piano».
La propia hija de Skinner ha contestado en más de una ocasión a estas acusaciones. Desde el punto de vista skinneriano, éstas formarían parte de todo un cúmulo de inexactitudes y malentendidos sobre el autor y pensamiento.

## Proyecto de la paloma
Uno de los proyectos más curiosos y menos conocidos dirigidos por Skinner fue el llamado Proyecto Paloma, el cual consistía en entrenar palomas para ser usadas en la Segunda Guerra Mundial como proyectiles suicidas. Skinner advirtió que podía condicionar a las palomas para que siguieran y picotearan una figura determinada en busca de alimento, como un cuadrado o un círculo. Si colocamos ante la paloma una placa transparente en la que se refleje la figura de un objetivo, la paloma esforzándose por picotear la figura orientará su cuerpo y su cabeza hacia el objetivo. Y si encerramos la paloma en un aparato capaz de utilizar los movimientos de la paloma para rectificar su dirección, el aparato se mantendrá orientado en dirección al objetivo. Dicho de otro modo, tendremos un proyectil capaz de perseguir un blanco en movimiento. Finalmente, se consiguió con ayuda de ingenieros de telecomunicaciones crear un aparato muy preciso, al que se llamó proyectil pelícano debido a que el pico del aparato era más grande que los propios explosivos que llevaba la paloma. El aprendizaje de las palomas también progresó adecuadamente siendo estas capaces de reconocer formas de barcos, aviones y tanques. Cada paloma seguía solamente la figura que había aprendido a seguir, y no otras que apareciesen en su pantalla. No hacían caso a elementos distractores como nubes o humo. Llegó a conseguir que hasta tres palomas trabajaran en equipo picoteando en dirección a un objetivo, para eliminar así fallos individuales, pudiendo viajar tres palomas en un mismo proyectil. A pesar de que en aquella época EE. UU. no disponía de ningún mecanismo para dirigir proyectiles y que este mecanismo funcionaba en el laboratorio, el proyecto fue cancelado al resultar algo grotesco y no ser tomado en serio.
Ochenta años más tarde, en 2024, Skinner recibió póstumamente por el desarrollo de este proyecto bélico el Premio Ig Nobel de la Paz, un galardón satírico estadounidense creado como imitación paródica del conocido Premio Nobel.

## Teoría de Skinner
Skinner llamaba a su clase de conductismo, “radical”. El conductismo radical es la filosofía de la ciencia del comportamiento. Busca entender el comportamiento como una función del medio ambiente del pasado. Un análisis funcional del comportamiento hace posible producir tecnologías del comportamiento. A diferencia de otras formas de conductismo menos austeras, no acepta eventos privados como el pensamiento, la percepción, o emociones no observables en encuentros casuales del comportamiento de un organismo:

La perspectiva puede ser declarada de la siguiente manera: lo que se siente o se observa introspectivamente no es un mundo no físico de conciencia, mente, o vida mental sino el cuerpo del observador. Esto no significa, como demostraré luego, que la introspección es una clase de investigación psicológica, tampoco significa (y este es el corazón del argumento) que lo que se siente o se observa introspectivamente son las causas del comportamiento. Un organismo se comporta de la manera que lo hace debido a su presente estructura, pero la mayoría de esto está fuera del alcance de la introspección. Por ahora tenemos que contentarnos, como insisten los metódicos que estudian el comportamiento, con la historia genética y del medio ambiente de una persona. Lo que se observa introspectivamente son ciertos productos colaterales de esas historias. De esta manera reparamos el gran daño influido por los mentalistas. Cuando lo que una persona hace es atribuido a lo que está sucediendo dentro de él, la investigación es traída a un final. ¿Por qué explicar la explicación? Por dos mil quinientos años la gente se ha preocupado por sentimientos y vida mental, pero sólo recientemente un interés ha sido mostrado en un análisis más preciso del papel que desempeña el medio ambiente. La ignorancia de ese papel fue lo que comenzó las ficciones mentales, y ha sido perpetuado por las prácticas explicativas a las cuales dieron lugar.

Skinner creía que el comportamiento es mantenido de una condición a otra a través de consecuencias similares o idénticas a través de estas situaciones. En síntesis, los comportamientos son factores casuales que son influenciados por consecuencias. Su contribución al entendimiento del comportamiento influenció a muchos otros científicos al explicar el comportamiento social y sus contingencias. Refuerzo es un concepto central en el conductismo, y era visto como un mecanismo central en el moldeamiento y control del comportamiento. Una idea equivocada común es que el refuerzo negativo es sinónimo de castigo. Esta idea equivocada es bastante fuerte, y es comúnmente encontrada hasta en conceptos escolares de Skinner y sus contribuciones. Para ser claro, mientras que refuerzo positivo es el fortalecimiento del comportamiento por medio de la aplicación de algún evento (e.g. elogio después que un comportamiento es realizado), refuerzo negativo es el fortalecimiento de comportamiento por medio de la eliminación o evasión de algún evento aversivo (e.g. el acto de abrir y levantar un paraguas encima de tu cabeza un día lluvioso es reforzado por el cese de la lluvia cayendo sobre ti).
Las dos formas de reforzamiento fortalecen el comportamiento, o incrementan la posibilidad de que un comportamiento vuelva a ocurrir; la diferencia se encuentra en si el evento consecuente consiste en añadir un estímulo (reforzamiento positivo) o en eliminar un estímulo (reforzamiento negativo). El castigo y la extinción tienen el efecto de debilitar el comportamiento, o de reducir la futura probabilidad de que un comportamiento ocurra, por la aplicación de un estímulo/evento adverso (castigo positivo o castigo por medio de estímulo contingente), el retiro de un estímulo deseado (castigo negativo o castigo por medio de retiro contingente), o la falta de estímulo de recompensa, lo cual causa que el comportamiento cese (extinción).
Skinner también buscaba entender la aplicación de su teoría en el contexto más amplio de la aplicación del conductismo a organismos vivientes, sobre todo la selección natural.

## Programas de reforzamiento
Parte del análisis de conducta de Skinner involucraba no solo el poder de una mera ocurrencia de reforzamiento, sino los efectos de programas particulares de reforzamiento a través del tiempo. Los programas de reforzamiento continuo tienen la función de lograr la adquisición de una conducta operante, mientras que los de reforzamiento intermitente permiten que está se mantenga en el tiempo. Los programas más notables de reforzamiento presentados por Skinner eran los intermitentes simples, es decir, de intervalo (fijo o variable), de razón (fija o variable) y de tasa (fijo o variable). Sin embargo, también existen los compuestos: alternantes, secuenciales y concurrentes.

### Reforzamiento continuo
- Reforzamiento continuo: entrega constante de esfuerzos por una acción; cada vez que una acción era realizada el sujeto inmediatamente y siempre recibió un reforzador. Este método es poco práctico para usar, y el comportamiento reforzado es pronto llevado a la extinción.

### Reforzamiento parcial o intermitente
Programas simples:
- Programa de reforzamiento de intervalo (fijo/variable). Fijo: el reforzador sigue a la primera respuesta después de una duración determinada. Variable: el tiempo que tiene que pasar antes de que una respuesta pueda producir un reforzador no es determinado, sino que varía alrededor de un valor promedio.

- Programa de reforzamiento de razón (fija/variable). Fija: un determinado número de respuestas debe ocurrir antes de que se presente el reforzador. Variable: el número de respuestas que como media son necesarias para que se presente el reforzador.

## Inventos

### Cuna de aire
En un esfuerzo de ayudar a su esposa a enfrentar las tareas del día a día de criar a un hijo, Skinner - un inventor consumado- pensó que podría mejorar la cuna estándar. Inventó la 'cuna de aire' para cumplir con este desafío. Una 'cuna de aire' es una cuna diseñada por Skinner que es fácil de limpiar, cuya temperatura y humedad puede ser controlada y fue creada para ayudar a criar bebés.
Skinner diseñó esta cuna de aire para su primer hijo porque pensaba que ayudaría a los padres que eran despertados por sus hijos llorando en la noche debido a temperaturas frías, y la necesidad de ropa especial o sábanas. Él pensó que creando la cuna ayudaría a evitar asuntos "problemáticos" del ambiente.
Fue uno de sus inventos más polémicos y era popularmente mal caracterizado como cruel y experimental. La cuna era comparada a menudo con su cámara de condicionamiento operante, conocida como "la caja de Skinner." Esta asociación con un sistema de experimentación y reforzamiento a base de comida invalidó cualquier éxito. Fue diseñada para hacer el cuidado de un bebé más simple (reduciendo ropa sucia, irritación, etc.), mientras ayudaba al bebé a ser más libre, saludable, reduciendo la probabilidad de que llore. Supuestamente tuvo un poco de éxito con estas consecuciones. Después, las cunas de aire fueron comercializadas por varias compañías.
Un libro en el 2004 por Lauren Slater, titulado Abriendo la Caja de Skinner: Grandes Experimentos Psicológicos del Siglo Veinte, causó mucha controversia al mencionar los rumores de que Skinner había usado a su hija Deborah en uno de sus experimentos y consecuentemente se había suicidado. Aunque el libro de Slater inmediatamente después dice que los rumores eran falsos, Slater también le permite al lector creer que Deborah había desaparecido, y por eso hizo poco para invalidar estos rumores. Un crítico en The Observer en marzo de 2004 citó incorrectamente el libro de Slater apoyando los rumores. Esta crítica fue leída por Deborah Skinner (ahora Deborah Buzan, una artista y escritora que vive en Londres) quien luego en respuesta escribió una réplica vehemente en The Guardian.

## Obras
- The Behavior of Organisms: An Experimental Analysis, 1938. ISBN 1-58390-007-1, ISBN 0-87411-487-X.

La conducta de los organismos: un análisis experimental.
- Walden Two, 1948. ISBN 0-02-411510-X.

Walden dos.
- Science and Human Behavior, 1953. ISBN 0-02-929040-6.

Ciencia y conducta humana.
- Schedules of Reinforcement, con C. B. Ferster, 1957. ISBN 0-13-792309-0.

Programas de reforzamiento, con C. B. Fersrer.
- Verbal Behavior, 1957. ISBN 1-58390-021-7.

Conducta verbal.
- The Analysis of Behavior: A Program for Self Instruction, con James G. Holland, 1961.

El análisis de la conducta: Un programa para la autoinstrucción, con James G. Holland, 1961. Este libro de autoinstrucción ya no se imprime, pero la página web de la fundación B.F. Skinner tiene una versión interactiva.
- The Technology of Teaching, 1968.

La tecnología de la enseñanza.
- Contingencies of Reinforcement: A Theoretical Analysis, 1969. ISBN 0-390-81280-3.

Contingencias del reforzamiento: Un análisis teorético.
- Más allá de la libertad y la dignidad (Beyond Freedom and Dignity) 1971. ISBN 0-394-42555-3.
- About Behaviorism, 1974. ISBN 0-394-49201-3

Acerca del conductismo.
- Particulars of My Life: Part One of an Autobiography, 1976. ISBN 0-394-40071-2.

Detalles de my vida: La primera parte de una autobiografía.
- Reflections on Behaviorism and Society, 1978. ISBN 0-13-770057-1.

Reflexiones sobre el conductismo y la sociedad.
- The Shaping of a Behaviorist: Part Two of an Autobiography, 1979. ISBN 0-394-50581-6.

La formación de un conductista: la segunda parte de una autobiografía.
- Notebooks, edited by Robert Epstein, 1980. ISBN 0-13-624106-9.

Libros de notas, editó Robert Eptein.
- Skinner for the Classroom, editó R. Epstein, 1982. ISBN 0-87822-261-8.

Skinner para el salón de clases, editó R. Eptein.
- Enjoy Old Age: A Program of Self-Management, con M. E. Vaughan, 1983.

Disfruta la edad madura: Un programa de autogestión, con M. E. Vaughan
- A Matter of Consequences: Part Three of an Autobiography, 1983. ISBN 0-394-53226-0, ISBN 0-8147-7845-3.

Una cuestión de consecuencias: Tercera parte de una autobiografía.
- Upon Further Reflection, 1987. ISBN 0-13-938986-5.

Sobre una mayor reflexión.
- Recent Issues in the Analysis of Behavior, 1989. ISBN 0-675-20674-X.

Asuntos recientes en el análisis de conducta.
- Cumulative Record: A Selection of Papers, 1959, 1961, 1972 and 1999 as Cumulative Record: Definitive Edition. ISBN 0-87411-969-3 (paperback)

Registro cumulativo: Una selección de documentos, 1959, 1961, y 1969 compilados como un archivo cumulativo: edición definitiva. Este libro incluye la reimpresión del artículo de Skinner publicado, en octubre de 1945, en la revista académica «Ladies' Home» Casa de Damas con el título, «El bebe en una caja», es el original y personal reportaje de Skinner sobre la controversia y negativa publicidad o representación que recibió este dispositivo, conocido como la caja o la cuna de Skinner.